# William Davis Gallagher
Pour les articles homonymes, voir Gallagher.
William Davis Gallagher, né le 21 août 1808 à Philadelphie en Pennsylvanie et mort le 27 juin 1894, est un éditeur et poète américain.

## Œuvres
- Selections from the Poetical Literature of the West (1841)